# Mezzana (Vermeer)

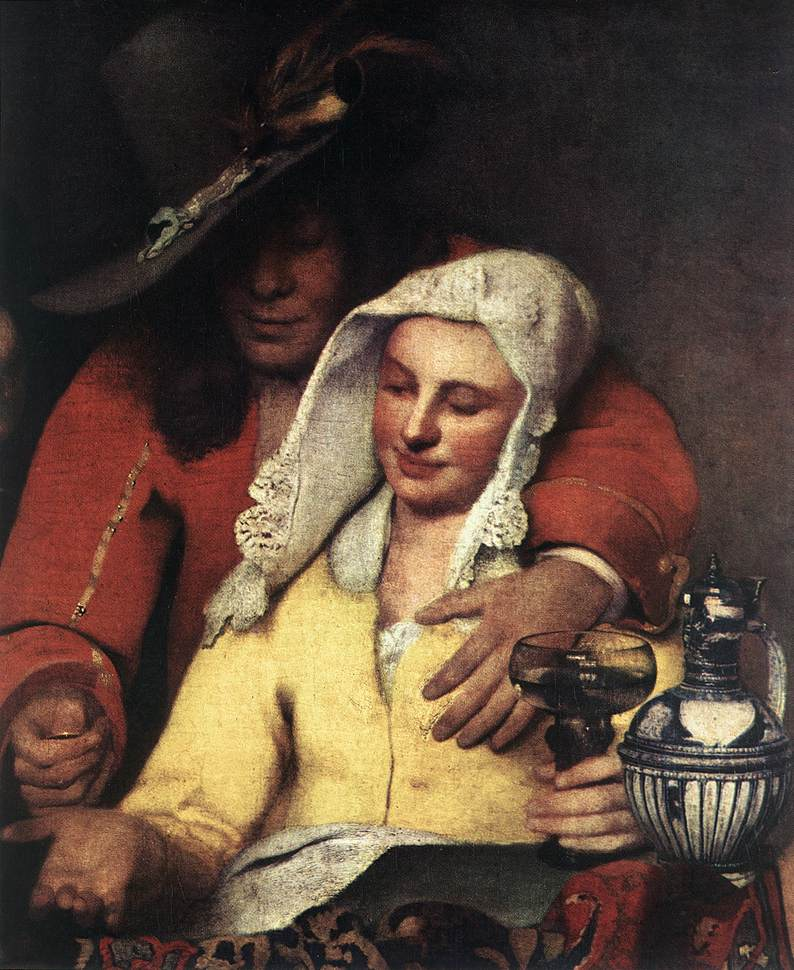
Dettaglio

La Mezzana è un dipinto a olio su tela (143x130 cm) attribuito a Jan Vermeer, datato 1656 e conservato nella Gemäldegalerie di Dresda. È firmato in basso a destra "IV Meer.1656". 

## Storia
Il dipinto è citato con sicurezza dal 1741, quando dalla collezione Wallenstein fu acquistato dall'elettore di Sassonia. Nella prima catalogazione, del 1765, compare annotato come opera di Jean van der Meer, senza altra specificazione. Nel 1782 si trova invece la specificazione di Van der Meer "di Haarlem", figura imprecisata, e nel 1826 Jacques van der Meer di Utrecht: del pittore di Delft si avevano ancora pochissime notizie.
Bisogna aspettare il 1860 perché Thoré Burger lo attribuisca per la prima volta a Vermeer, opinione poi per lo più condivisa dalla critica successiva, con l'eccezione di alcuni, come Erik Larsen. Firma e data sono sicuramente antiche, però non è detto che siano autografe: differiscono ad esempio da quelle su un'opera certa come la Veduta di Delft.

## Descrizione e stile
Tra i dipinti ambientati in osterie e taverne, comuni nella pittura del Secolo d'oro olandese, il tema della mezzana, ovvero una scena di promiscuità che allude alla prostituzione, non è infrequente. Lo stesso Vermeer poteva sicuramente vedere un dipinto di questo genere in casa della suocera Maria Thins, dipinto da Dirk van Baburen e oggi esposto nel Museum of Fine Arts di Boston: un'opera che compare anche citata nello sfondo di alcuni suoi interni domestici, come il Concerto a tre e la Donna seduta alla spinetta. Il tema era spesso legato al tema evangelico e allegorico di indicare le dissolutezze in cui si imbatté il figliuol prodigo prima di redimersi.
La scena, impostata sulle tonalità calde del rosso e del bruno, tra le quali spiccano fortemente il giallo e il bianco indossati dalla donna in primo piano, mostra quattro personaggi presso un tavolo d'osteria, coperto da un pesante tappeto orientale di lana, su cui uno degli uomini ha appoggiato la sua giacca scura. Un musicista, a sinistra, guarda lo spettatore impugnando il manico del suo strumento e un bicchiere (in questa figura è stata ipotizzata la presenza di un autoritratto, comunque indimostrabile nell'assenza di documentazione o opere di confronto). A destra un giovane ben vestito dà una moneta in mano a una donna, che l'accetta di buon grado aprendo la mano e lasciandosi toccare il seno. Nella mano sinistra regge un calice di acqua o vino, versato verosimilmente dalla brocca posata lì vicino. Una donna anziana velata di nero assiste compiaciuta alla scena, piegandosi in avanti: è lei la "mezzana" ovvero la procuratrice dell'incontro. 
Il confronto più diretto di quest'opera è con la Giovane donna assopita del Metropolitan Museum di New York, forse la prima opera relativamente certa di Vermeer. Simile è la gamma di colori, anche se qui è più intensa e accesa, e simili sono alcuni dettagli quali il tappeto sul tavolo, la brocca e il volto della ragazza. Diverso è invece il taglio spaziale, qui compresso in uno spazio angusto, appiattito dal muro di sfondo uniforme su quattro quinti del dipinto; nell'altra opera invece la stanza è profonda e articolata. Diverso è poi il tema rispetto alle opere più note del pittore: invece di un elegante e silenzioso interno, qui la scena ha un carattere più narrativo, legato alla pittura di genere ambientata nelle osterie, anche se è innegabile che nel complesso l'atmosfera sia più composta e con un che di lento e solenne, diversamente da tutte le altre prove analoghe.